# Daniel Jefferies
Daniel Jefferies (* 30. Januar 1999 in Bridgend) ist ein walisischer Fußballspieler.

## Karriere

### Verein
Daniel Jefferies begann seine Karriere in Wales bei Swansea City. Für den Verein spielte er bis zum Jahr 2017. Im Alter von 18 Jahren wechselte er zu Colchester United nach England. Für den Verein spielte er ab Juli 2017 ein halbes Jahr in der U-23-Mannschaft. Im Januar 2018 unterschrieb Jefferies einen Vertrag beim schottischen Erstligisten FC Dundee. Am 5. Mai 2018 gab der Innenverteidiger sein Debüt als Profi in der Scottish Premiership. Im Duell des 36. Spieltages gegen Hamilton Academical, das mit 1:0 gewonnen wurde, kam er in der 74. Minute für Roarie Deacon auf das Feld. Am letzten Spieltag stand er gegen Partick Thistle (0:1-Niederlage) in der Startelf und spielte über die gesamte Spieldauer. Ohne weiteren Einsatz für Dundee, wurde Jefferies von August 2018 bis Januar 2019 an den schottischen Zweitligisten Partick Thistle verliehen. Dabei kam er viermal zum Einsatz.

### Nationalmannschaft
Im Jahr 2016 spielte Jefferies in der U-17 und U-19-Nationalmannschaft von Wales.